# Eric Hicks
Eric Cory Hicks más conocido como Eric Hicks nacido el 27 de noviembre de 1983 en Greensboro Carolina del Norte), es un jugador de baloncesto estadounidense que actualmente milita en el Kauhajoen Karhu de la Korisliiga.

## Trayectoria
Formado en la Universidad de Cincinnati donde promedió 15 puntos, 9,7 rebotes y 3,3 tapones en su año sénior participó en el Portsmouth Invitational Tournament y después en la ligas de verano de la NBA sin encontrar suerte en la mejor liga del mundo. Su trayectoria en el baloncesto universitario fue brillante. Desde la Universidad de Cincinnati fue incluido en el quinteto ideal de la conferencia Big East y en el quinteto ideal defensivo de la NCAA (año 2006).
Su baja estatura le apartó de la NBA, aunque participó en varias ligas de verano, como la de Miami Heat en 2006 y la de Boston Celtics al año siguiente.
Su primera experiencia profesional la viviría en Bélgica en las filas de Oostende en la temporada 2006-07 donde disputaría la competición doméstica  (proclamándose campeón) y la ULEB Cup.
Un año más tarde recalaría en Polonia, en Polpak Swiecie de Polonia, participando en el All Star Game de la competición y llegando hasta semifinales. Su aportación: 13,6 puntos, 7,5 rebotes (cuarto mejor de la competición) y 2 tapones (primero en el ranking). La 2008-09 la inició en CSK VVS Samara de la Superliga Rusa para acabar en Oostende.
La temporada 2010/11 la comenzó en Anwill disputando EuroCup (8,8 tantos y 4 rechaces en 15,3 minutos) y la PLK (10,3 puntos y 5,3 rebotes en 17,4 minutos de juego).
En febrero de 2011 el pívot norteamericano de 1,98 metros de altura firma como nuevo jugador de Leche Río Breogán sustituyendo al base-escolta tirador Eric Hayes.

## Clubs
- 2001/06 Universidad de Cincinnati  Estados Unidos.
- 2006/07 BC Oostende  Bélgica.
- 2007/08  Polpak Swiecie  Polonia.
- 2008/09 Krasnye Krylya Samara  Rusia.
- 2009/10 BC Oostende  Bélgica.
- 2010/11 Anwil Wloclawek  Polonia.
- 2010/11 Leche Río Breogán  España.
- 2012/13 Kauhajoen Karhu  Finlandia.